# Фудбалска репрезентација Свете Луције
Фудбалска репрезентација Свете Луције (енгл. Saint Lucia national football team) је фудбалски тим који представља Свету Луцију на међународним такмичењима под контролом Фудбалског савеза Свете Луције који се налази у оквиру Карипске фудбалске уније и КОНКАКАФ-а. Такође је члан ФИФА.

## Историја
Фудбалска репрезентација Свете Луције је први пут покушала да се пласира на финално такмичење Светског првенства током квалификација за Светско првенство 1994. године, када су у првом колу квалификација елиминисани од Сент Винсента и Гренадина 1992. године.
У квалификацијама за Светско првенство у групи КОНКАКАФ за 2014. Света Луција је играла против Арубе у првом колу квалификација, изгубивши први меч са 4:2 у Аруби. Узвратна утакмица у Светој Луцији завршена је победом домаће репрезентације од 4:2 после 90 минута, што је довело до изједначења у продужетка, а затим и до извођења једанаестераца. Света Луција је победила у резултатом 5:4 и пласирала се у главни жреб за Светско првенство у фудбалу 2014. Света Луција је тада била у групи Д са Канадом, Сент Китсом и Невисом и Порториком другог кола квалификација. Света Луција је елиминисана из квалификација за Светско првенство након што је посљедња у својој групи са једним бодом као резултат једног ремија и пет пораза. У 2014. тим је победио на турниру Виндвард Аландс победивши Доминику са 2:0, Гренаду са 1:0 и ремизирајући са Сент Винсентом и Гренадинима.
ФИФА је објавила да је Света Луција одустала од квалификација за Светско првенство 2022. пре свог првог меча, након што су првобитно извучене у Групу Е у првом колу.

## Такмичарска достигнућа

### Куп Кариба
| Куп Кариба | Куп Кариба            | Куп Кариба            | Куп Кариба            | Куп Кариба            | Куп Кариба            | Куп Кариба            | Куп Кариба            | Куп Кариба            |                       |
| Година     | коло                  | Позиција              | Ута.                  | Поб.                  | Нер.                  | Изг.                  | ГД                    | ГП                    |                       |
| ---------- | --------------------- | --------------------- | --------------------- | --------------------- | --------------------- | --------------------- | --------------------- | --------------------- | --------------------- |
| 1989.      | Није се квалификовала | Није се квалификовала | Није се квалификовала | Није се квалификовала | Није се квалификовала | Није се квалификовала | Није се квалификовала | Није се квалификовала |                       |
| 1990.      | Није се квалификовала | Није се квалификовала | Није се квалификовала | Није се квалификовала | Није се квалификовала | Није се квалификовала | Није се квалификовала | Није се квалификовала |                       |
| 1991       | Треће место           | 3.                    | 7                     | 4                     | 2                     | 1                     | 15                    | 4                     |                       |
| 1992.      | Није се квалификовала | Није се квалификовала | Није се квалификовала | Није се квалификовала | Није се квалификовала | Није се квалификовала | Није се квалификовала | Није се квалификовала |                       |
| 1993.      | Групна фаза           | 8.                    | 3                     | 0                     | 1                     | 2                     | 3                     | 7                     |                       |
| 1994.      | Није учествовала      | Није учествовала      | Није учествовала      | Није учествовала      | Није учествовала      | Није учествовала      | Није учествовала      | Није учествовала      |                       |
| 1995.      | Групна фаза           | 8.                    | 3                     | 0                     | 0                     | 3                     | 1                     | 9                     |                       |
| 1996.      | Није се квалификовала | Није се квалификовала | Није се квалификовала | Није се квалификовала | Није се квалификовала | Није се квалификовала | Није се квалификовала | Није се квалификовала |                       |
| 1997.      | Није се квалификовала | Није се квалификовала | Није се квалификовала | Није се квалификовала | Није се квалификовала | Није се квалификовала | Није се квалификовала | Није се квалификовала |                       |
| 1998.      | Није се квалификовала | Није се квалификовала | Није се квалификовала | Није се квалификовала | Није се квалификовала | Није се квалификовала | Није се квалификовала | Није се квалификовала |                       |
| 1999.      | Није се квалификовала | Није се квалификовала | Није се квалификовала | Није се квалификовала | Није се квалификовала | Није се квалификовала | Није се квалификовала | Није се квалификовала |                       |
| 2001.      | Није се квалификовала | Није се квалификовала | Није се квалификовала | Није се квалификовала | Није се квалификовала | Није се квалификовала | Није се квалификовала | Није се квалификовала |                       |
| 2005.      | Није се квалификовала | Није се квалификовала | Није се квалификовала | Није се квалификовала | Није се квалификовала | Није се квалификовала | Није се квалификовала | Није се квалификовала |                       |
| 2007.      | Није се квалификовала | Није се квалификовала | Није се квалификовала | Није се квалификовала | Није се квалификовала | Није се квалификовала | Није се квалификовала | Није се квалификовала |                       |
| 2008.      | Одустала              | Одустала              | Одустала              | Одустала              | Одустала              | Одустала              | Одустала              | Одустала              |                       |
| 2010.      | Није се квалификовала | Није се квалификовала | Није се квалификовала | Није се квалификовала | Није се квалификовала | Није се квалификовала | Није се квалификовала | Није се квалификовала | Није се квалификовала |
| 2012.      | Није се квалификовала | Није се квалификовала | Није се квалификовала | Није се квалификовала | Није се квалификовала | Није се квалификовала | Није се квалификовала | Није се квалификовала | Није се квалификовала |
| 2014.      | Није се квалификовала | Није се квалификовала | Није се квалификовала | Није се квалификовала | Није се квалификовала | Није се квалификовала | Није се квалификовала | Није се квалификовала | Није се квалификовала |
| 2017.      | Није учествовала      | Није учествовала      | Није учествовала      | Није учествовала      | Није учествовала      | Није учествовала      | Није учествовала      | Није учествовала      | Није учествовала      |
| Укупно     | Треће место           | 3/19                  | 13                    | 4                     | 3                     | 6                     | 19                    | 20                    |                       |